# Roman Myśliwiec (winiarz)
Roman Myśliwiec (ur. 17 lutego 1948 w Trzcinicy) – polski winiarz i szkółkarz, popularyzator winiarstwa i fotograf, uznawany za prekursora odrodzenia polskiego winiarstwa pod koniec XX wieku. Autor książek i publikacji poświęconych winiarstwu. Odznaczony Krzyżem Kawalerskim Orderu Odrodzenia Polski. Prezes Polskiego Instytutu Winorośli i Wina.

## Życiorys
W 1982 zdecydował się założyć w Jaśle, na bazie krzewów przywiezionych z Jarosławia (szczep 'Ontario') oraz z Węgier i Słowacji, winnicę nazwaną od położonego niedaleko, nieistniejącego już zamku Golesz. Eksperymenty z odmianami z sąsiednich krajów pozwoliły na ustalenie, które szczepy winorośli sprawdzają się w polskim klimacie, a które mają wyższe wymagania. Równolegle zajął się wytwarzaniem wina i szkółkarstwem. Doświadczenia z winnicy Myśliwca zachęciły innych adeptów do tworzenia własnych winnic. 
Od początku lat 90. XX w. Roman Myśliwiec publikuje książki. Jest propagatorem tzw. odmian hybrydowych (odmiany winorośli spoza gatunku winorośl właściwa), które są lepiej przystosowane do chłodnego klimatu. Wyhodował m.in. szczep jutrzenka. Aktywny na rzecz uproszczenia przepisów prawa dotyczących produkcji wina. 
W 2010 został członkiem Europejskiego Stanu Rycerzy Wina (Ordo Equestris Vini Europeae).
9 kwietnia 2013 Roman Myśliwiec został odznaczony Krzyżem Kawalerskim Orderu Odrodzenia Polski. Jest zdobywcą licznych medali na konkursach i festiwalach winiarskich.
Prowadzenie winnicy „Golesz” Roman Myśliwiec przekazał synowi, Bartłomiejowi.
Jest synem Romana Myśliwca, żołnierza Armii Krajowej. 

## Publikacje
Opublikowano na podstawie materiałów źródłowych.
- Uprawa winorośli. Powszechne Wydawnictwo Rolnicze i Leśne (wyd. poprawione)
- Uprawa winorośli. Plantpress, 2009
- Winorośl. Wydawnictwo Działkowiec, 2007
- Winorośl i wino. PWRiL, 2006
- Winorośl w ogrodzie. PWRiL, 2006
- Uprawa winorośli. PWRiL, 2003
- Wino z własnej winnicy. PWRiL, 2000
- 101 odmian winorośli (z Bolesławem Sękowskim). PWN, 1996
- Ogród winoroślowy. Państwowe Wydawnictwo Rolnicze i Leśne, (wyd. I 1992, wyd. II 1997)
- Nowoczesna winnica. Państwowe Wydawnictwo Rolnicze i Leśne (PWRiL), 1992
- artykuły w prasie branżowej (m.in. Świat win, Działkowiec i Warzywa)